# Уорсноп, Дэнни
Дэниэл Роберт Уорсноп  (род. 4 сентября 1990 года) — британский музыкант, наиболее известный как вокалист Asking Alexandria и We Are Harlot. Также занимается сольным творчеством, выпустив два студийных альбома.
Дэнни присоединился к Asking Alexandria в 2008 году, когда она была сформирована их гитаристом Беном Брюсом. С ним группа выпустила пять  студийных альбомов, два мини-альбома, один альбом ремиксов и один короткометражный фильм. Уорсноп принимал участие в песнях таких групп, как I See Stars, Breathe Carolina, With One Last Breath, Memphis May Fire, The Word Alive и All That Remains.

## Биография

### Ранние годы
Дэнни родился 4 сентября 1990 года в Йоркшире, Англия. У него есть сестра по имени Келли. Он жил и воспитывался в английской сельской местности в небольшой деревне в Восточном Йоркшире. В 2007 году Дэнни поступил в колледж.
Он начал увлекаться музыкой в возрасте шести лет. На протяжении многих лет Дэнни учился играть на скрипке и гитаре.

### Asking Alexandria
Дэнни Уорсноп и Бен Брюс познакомились в интернете. На тот момент оба жили в Ноттингеме. Там они начали писать музыку, и Asking Alexandria начала постепенно формироваться. Создатель группы, Бен Брюс, взял в группу Дэнни Уорснопа, первоначально, как ритм-гитариста. Однако позже было решено, что Уорсноп выступит как вокалист.
Дебютный альбом Asking Alexandria под названием Stand Up and Scream был выпущен 15 сентября 2009 года. Название альбома происходит от фразы припева второго трека «The Final Episode» («Let’s Change the Channel»).
Второй альбом Asking Alexandria под названием Reckless & Relentless был выпущен 5 апреля 2011 года. Название альбома происходит от заглавной песни «Reckless & Relentless». Альбом достиг 9 места в Billboard 200.
Третий студийный альбом под названием From Death To Destiny вышел 6 августа 2013 года.
23 января 2015 года, на своей официальной странице Twitter Дэнни заявил, что уходит из группы для своего нового проекта We Are Harlot. Место вокалиста в Asking Alexandria занимает Денис Шафоростов. Вместе с ним группа выпускает в 2016 году альбом The Black.
21 октября 2016 года Шафоростов покидает Asking Alexandria. Дэнни снова занимает место вокалиста группы. АА воссоединились в своём "золотом" составе.
15 декабря 2017 года Asking Alexandria с Уорснопом в составе выпускает одноимённый себе альбом Asking Alexandria.

### Сольная карьера
О том, что Дэнни готовит сольный альбом, стало известно в 2011 году, когда он выложил на YouTube 50-секундный отрывок своей песни "Photograph". В интервью он сказал, что надеется выпустить альбом к Пасхе 2014 года. В посте на Facebook от 20 декабря 2013 года он также указал, что работает с продюсером Джеем Растоном и что альбом будет выпущен через Sumerian Records.
В сентябре 2015 года в интервью с Altpress он сообщил, что находится в самом разгаре записи альбома и что он будет в стиле кантри и блюзовой музыки, поскольку эта музыка сопровождала его, когда он рос в деревне в Англии. Он указал, что работает с авторами песен Хиллари Линдси и Джоном Паулем Уайтом и что продюсером выступает Джим Кауфман. Дэнни планирует также выпустить клипы и надеется, что выпуск альбома будет успешным, однако не планирует тур как таковой. В начале декабря он сообщил, что альбом будет выпущен в 2016 году. Его лирика будет описывать бывшие отношения музыканта с алкоголем, наркотиками, реабилитацию и других "внутренних демонов". Он сказал, что написал альбом за неделю и записал его вживую в гостиной Кауфмана и что сам финансировал проект, контролируя каждый аспект создания, включая придуманное им самим оформление и написанные и срежиссированные им клипы.
Официально запись альбома была окончена в конце февраля 2016 года. Чуть позже в том же месяце он опубликовал название альбома, The Prozac Sessions, его обложку и заявил, что ездил в Нашвилл для поиска лейбла, который возьмётся за выпуск альбома. Дэнни выложил четыре варианта обложки и сообщил, что к каждой для альбома будет использован свой бонус-трек. На своём сайте он загрузил тизеры каждой альбомной песни одним проигрыванием, а в социальных сетях упомянул о скорых живых сольных выступлениях.
Первый альбомный сингл "I Got Bones" был выложен в начале апреля в качестве музыкального видео. После этого стал доступен предзаказ альбома на сайте вместе с мерч-товарами, хотя срок его выхода по-прежнему не был известен. В начале мая видеоклипом был выпущен второй сингл "Out Without You".
26 сентября в своём Instagram Уорсноп объявил, что грядущий альбом получил новое название The Long Road Home вместо The Prozac Sessions из-за юридических причин. Он также сообщил, что нашёл лейбл для выпуска альбома и им стал Earache Records, специализирующийся на метал-музыке. 1 ноября через лейбл был выпущен новый сингл "Mexico" вместе с клипом и открыт предзаказ альбома на популярных цифровых площадках ITunes и Google Play. Альбом вышел 17 февраля 2017 года, предварив свой выход синглом/клипом "Don't Overdrink It". В конце марта также был выпущен клип "High".
10 мая 2019 года на лейбле Sumerian Records выходит второй сольный альбом Shades of Blue.

## Книги
Уорсноп написал автобиографию, названную "Am I Insane?" которая ещё не была выпущена. Отрывок из неё был выпущен 31 июля 2013 года. В интервью с Wayde Flowerday из MusicReview.co.za, Дэнни заявил, что работал над книгой в течение двух лет, и что он закончит работу в 2018 году.

## Творческая карьера

### Музыка
Соло
В интервью Artisan News Service Дэнни сказал, что он рассчитывает выпустить альбом к Пасхе 2014 года. В посте на Facebook 20 декабря 2013, он также заявил, что он работает с продюсером Джеем Растоном и что альбом будет выпущен через Sumerian Records. Он выпустил предварительный просмотр песни, названной "I Run To You" на его официальном канале YouTube, в то время, как  полная песня доступна для скачивания на его сайте через подписку. В 2015-м году объявил о записи сольного альбома "The Prozac Session". 2 Апреля была выпущена песня "I Got Bones" и клип на неё.
We Are Harlot
В многочисленных интервью, он упоминал новый проект группы под названием We Are Harlot, пояснив, что после гастролей с Asking Alexandria в 2013 году,  он поедет в тур с группой и выпустит альбом, наряду с его сольным альбомом, в ближайшем будущем. Дэнни заявил, что группа близко к завершению в записи их дебюта и что он будет искать продюсера, чтобы работать с ним над альбомом 21 декабря 2013. Дэнни разместил видео на своей официальной странице Facebook  "Day 1" записанной на  студии звукозаписи барабанов.

### Фотографии
В его биографии на его сайте он заявил, что он ещё и фотограф, и будет выпускать несколько своих работ на благотворительных аукционах когда-то в будущем. В посте на Facebook Дэнни сказал, что организует аукцион в 2014 году.

## Личная жизнь
Уорсноп имел проблемы с употреблением наркотиков и алкоголем, однажды даже появившись на сцене Asking Alexandria в 2011 году в состоянии опьянения, что в итоге привело его к обращению за помощью и прохождению реабилитации. Фрагменты аудиозаписи этого инцидента были использованы во вступлении к песне "Don't Pray for Me" с третьего студийного альбома группы From Death to Destiny, вышедшего в 2013 году. Он посвятил песню "Room 138" случаю, когда, по его словам, пережил передозировку. Эта песня стала завершающим треком одноимённого пятого альбома группы. По словам Бена Брюса, в 2016 году Уорсноп вернулся в группу "полностью трезвым".
Во время своего первого ухода из Asking Alexandria в январе 2015 года у него возник конфликт с некоторыми участниками группы, особенно с Беном Брюсом, который считался его "лучшим другом". Их дружба восстановилась в 2016 году, что привело к возвращению Уорснопа в Asking Alexandria.
С 2016 по 2017 год Уорсноп встречался с кантри-певицей из Нэшвилла Сарой Росс. Он исполнил гостевой вокал в её песне "All I Want To Know" с мини-альбома Nervous Breakdown, выпущенного в 2018 году.
12 января 2018 года, во время VIP-встречи перед концертом в Канзас-Сити (штат Миссури), Уорсноп познакомился с Викторией Поттер, которая на тот момент служила в ВМС США; позже в том же месяце они начали встречаться. 5 августа 2018 года, во время концерта в Колумбусе (штат Огайо), Уорсноп сделал Поттер предложение. В 2019 году пара поженилась. Согласно записям округа Клей, пара развелась в ноябре 2022 года, а более чем через год Поттер вышла замуж за Тилиана Пирсона, бывшего вокалиста группы Dance Gavin Dance.
В декабре 2023 года Уорсноп продал свой дом в Грин-Коув-Спрингс (штат Флорида) и переехал в Нэшвилл, штат Теннесси. Сейчас его часто видят в компании мастера перманентного макияжа Оливии Уэйр, о которой он часто публикует истории в Instagram.[требуется источник]
Уорсноп также является легальным владельцем оружия и сторонником Второй поправки к Конституции США.